# Настава
Настава је континуиран васпитно-образовни рад ученика и наставника, заснован на верификованим циљевима и дидактички прилагођеним садржајем, средствима, организационим јединицама и просторно-радним условима.

## Наставни системи
Наставни системи се дијеле на традиционалне и савремене.

### Традиционални системи
- предавачка настава,
- предавачко-приказивачка настава,
- катехетичка настава,
- мајеутичка настава,
- комбинација горњих система и њихових варијанти.

### Савремени системи
- хеуристичка настава,
- програмирана настава,
- егземпларна настава,
- проблемска настава,
- индивидуализована настава,
- компјутеризована настава,
- тимска настава,
- респонсибилна (одзивна) настава и
- менторска настава
- пројектна настава